# دیمتر داسکالاکیس
دیمتر داسکالاکیس (انگلیسی: Demetre Daskalakis؛ زادهٔ ۱۹۷۲/۱۹۷۳ (۵۱–۵۲ سال)) یک پزشک آمریکایی و فعال سلامت همجنسگرایان است که از سال ۲۰۲۰ به عنوان مدیر بخش پیشگیری از اچ آی وی/ایدز در مرکز ملی پیشگیری از اچ آی وی/ایدز، هپاتیت، STD و سل خدمت می‌کند.
در سال ۲۰۲۲، دولت جو بایدن او را به عنوان معاون هماهنگ کننده تیم ملی واکنش به آبله میمون کاخ سفید منصوب کرد.